# Rankspenat
Rankspenat (Hablitzia tamnoides) är en växtart som är ensam art i släktet rankspenater i familjen amarantväxter. Den beskrevs av Friedrich August Marschall von Bieberstein 1817.

## Beskrivning
Arten är en perenn klängande ört med ett kraftigt rotsystem. Till skillnad från många andra klängväxter klättrar den dåligt och breder ofta i stället ut sig över marken.

## Utbredning och habitat
Rankspenat växer vilt i Turkiet, Kaukasus och nordvästra Iran, där den ofta växer i stenig terräng utmed vattendrag. Den odlas ibland som grönsak eller som prydnadsväxt, och har etablerat sig som trädgårdsrymling i Norden och Tyskland.
I Sverige har rankspenat odlats åtminstone sedan 1800-talet; den är belagd från Uppsala botaniska trädgård 1878. Arten har hittats som förvildad på ett tjugotal platser i landet, framför allt i Uppland och Södermanland. De flesta av förekomsterna är i eller nära trädgårdar, men några av dem är längre ifrån bebyggelse. Risken för invasivitet i Sverige bedöms som låg de närmaste 50 åren.

## Användning
Rankspenaten har ätliga blad som kan ätas råa i sallad eller tillagade som spenat.